# 国際理解教育
国際理解教育（こくさいりかいきょういく、英語:Education for International Understanding）は、「世界の人々が、国を越えて理解しあい、協力し、世界平和を実現すること」を理念とした教育｡国際連合教育科学文化機関（UNESCO）が提唱したEducation for International Understandingの日本語訳である。なお、隣接領域にはする様々な概念が存在する。

## 歴史

### UNESCO（ユネスコ）
Education for International Understandingはユネスコが1947年に提唱したもので、日本は1956年の国連加盟後に「国際理解教育」という訳語を当てた。当初の国際理解教育の柱は、相互理解、東西理解、国連理解であった。1953年からはユネスコ協同学校運動（現在はユネスコ・スクール）を通して全世界的に実践が行われた。さらに1974年のユネスコの教育勧告によって、従来の相互理解、東西理解、国連理解に人権、 環境、開発なども含まれるようになった。
その後の国際情勢の変化により、この概念の呼称も変化してきている。

### 日本
日本では、帰国生徒の増加、日系外国人労働者の増加と共にその重要性が急上昇してきた。外国語に触れる、外国人の語学教員を増やすだけでなく、総合学習の中でも、我々の日常生活の中に入り込んで、いまや不可欠になっている外国製品、外国からの輸入される農水産物、国と国の関わり、南北問題、東西問題、富と貧困、環境破壊と資源、戦争と軍縮、宗教と政治、信条のために迫害投獄される人たち、発達支援ボランティアなどから、文化的相対性、男性と女性の社会的な役割まで幅広いテーマを扱っている。また、日本ならびにその近隣諸国以外の国家や地域において行われている平和教育を日本において扱う場合は、国際理解教育に隣接した分野となる。

## 関連する概念

### 開発教育
開発教育（Development Education）は1970年にスウェーデンのベンゲルダルで開催されたユネスコと国際連合食糧農業機関（FAO）が開いた学校教育における開発教育ワークショッ プで提唱された概念。日本語訳の「開発教育」は1970年代後半になって使われるようになった。

### グローバル教育
グローバル教育（Global Education）は1960年代末にアメリカで用いられるようになった概念。日本では1980年代以降に「グローバル教育」として展開されるようになった。

### 国際教育
1974年のユネスコ総会では、新しい国際情勢のもとで従来の国際理解教育に代わって国際教育（International Education）を新たに提唱した。これは正確には「国際理解、国際協力及び国際平和のための教育、並びに人権及び基本的自由についての教育」といい、その教育内容には平和（軍縮）教育、人権教育、開発教育、環境教育が含まれていた。
日本では2005年に従来での国際理解教育に海外子女教育、帰国児童生徒教育、外国人児童生徒教育、国際理解教育などを含む概念として「国際教育」が使われるようになった。

### 持続可能な開発のための教育
持続可能な開発のための教育は英語のEducation for Sustainable Development（ESD）の訳語として用いられるようになった概念である。